# Georg Quedens
Georg Quedens (* 22. November 1934 in Norddorf auf Amrum) ist ein deutscher Fotograf, Sachbuchautor sowie Heimat- und Naturforscher.

## Leben und Werk
Georg Quedens lebt seit seiner Geburt auf Amrum. Natur und Geschichte dieser Nordseeinsel prägen seine Arbeit. Er machte bei seinem Vater eine Lehre als Fotograf. Seither ist er in seinem Beruf tätig und hat zahlreiche Publikationen über Amrum und weitere nordfriesische Inseln verfasst. Seinen ersten Diavortrag hielt er 1958, seine ersten Bildbände erschienen ab 1961 in der Reihe Der kleine Wolff-Bildband des Wolff-Verlags in Flensburg. Später veröffentlichte er umfangreichere Bücher unter anderem in der Reihe Die Welt der Inseln und Halligen des Breklumer Verlags in Breklum und im Verlag seines Bruders Jens Quedens auf Amrum. Seine Fotos werden seit Jahrzehnten in vielen – auch überregionalen – Zeitschriften und Kalendern veröffentlicht. Er schrieb 30 Jahre lang die Chroniken Amrum 1983 bis Amrum 2012, die zusammen rund 4.500 Seiten umfassen und in einer Auflage von jeweils rund 1.000 erschienen.
Weiterhin hielt Georg Quedens lange Zeit Vorträge zu verschiedenen Themen, die den Nordseeraum betreffen. Üblicherweise lauten die Themen „Amrum die Insel“, „Nordsee und Wattenmeer“, „Amrum in der guten alten Zeit“, „Nordsee Mordsee“, „Von Insel zu Insel“ und „Seevögel“. Schrittweise übernahm sein Sohn, der Kunstmaler Kai Quedens, in den 2010er Jahren die Vortragsreihe. 

## Auszeichnungen und Ehrungen
- 2004 Hans-Momsen-Preis für besondere Verdienste um das kulturelle Leben in Nordfriesland
- 2009 Bundesverdienstkreuz am Bande[3]
- 2021 Ehrenbürger seines Heimatortes Norddorf

## Schriften (Auswahl)
- Margot und Nico Hansen (Hrsg.): Amrum. Geschichte und Gestalt einer Insel. Itzehoe-Vosskate 1964 – ein Beitrag und die meisten Fotos
- Vogelparadies. Norderoog im Wattenmeer. Schwarz-Bildbücher, Bayreuth 1964
- Wanderwege auf Föhr. Der kleine Wolff-Bildband, Flensburg 1964
- Christian Delff (Text), Georg Quedens (Fotos): Blick in die Natur. Wunder an Land und Strand. 2. Auflage, Flensburg 1964
- zusammen mit Otto Krahmer und Erich Pörksen: Das Seebad Amrum. Gründung und Entwicklung der Inselbäder. 1890–1965. 75 Jahre Nordseebad. Jubiläumsausgabe, Amrum 1967
- Nordsee-Natur. Ein Bildband von der Küste. Heide 1968
- Amrum, aus alter Zeit. Itzehoe 1968 (2. Auflage unter dem Titel Amrum – Aus alter Zeit. Hansen & Hansen, Itzehoe 1991, ISBN 3-87980-401-X)
- Amrum erzählt. Sagen, Geschichten, Anekdoten. Itzehoe 1968
- Die Halligen, Nordstrand und Pellworm erzählen. Sagen, Geschichten, Anekdoten. Itzehoe 1969
- Föhr erzählt. Sagen, Geschichten, Anekdoten. Itzehoe 1969 (2. Auflage, Itzehoe 2000, ISBN 3-87980-302-1)
- Amrumer Abenteuer. Itzehoe 1970
- Sylt erzählt. Sagen, Geschichten, Anekdoten. Münsterdorf 1972
- Föhr, Die Welt der Inseln und Halligen. Breklum 1974 [2. Auflage] (12. Auflage, Breklum 2002, ISBN 3-7793-1111-9)
- Amrum. Die Welt der Inseln und Halligen, Breklum 1975 [4. Auflage] (14. Auflage, Breklum 2003, ISBN 3-7793-1110-0)
- Die Halligen. Die Welt der Inseln und Halligen, Breklum 1975 (13. Auflage, Breklum 1994, ISBN 3-7793-1114-3)
- Vögel der Nordsee. Breklum 1976 (3. Auflage unter dem Titel Vögel der Küsten; 4. Auflage wieder als Vögel der Nordsee. Die Welt der Inseln und Halligen, Breklum 1987, ISBN 3-7793-1115-1)
- als Herausgeber: Grüße von Amrum. 110 Postkarten von anno dazumal. Schleswig 1978, ISBN 3-88242-025-1.
- zusammen mit Hans-Jürgen Stöver: Sylt wie es früher war. Hamburg 1978, ISBN 3-7672-547-5
- Amrumer Geschichten. dt.-amring = Öömrang staken. Veröffentlichung des Nordfriisk Instituut Nr. 47, Hamburg 1979, ISBN 3-87118-372-5.
- zusammen mit Michael Rosenfeld (Fotos und Herausgeberschaft): Nordfriesland. Mit Sylt, Amrum, Föhr. Hamburg 1980, ISBN 3-455-08822-8.
- Inselkirchen. Breklum 1980, ISBN 3-7793-1118-6.
- Nordstrand. Die Welt der Inseln und Halligen, (2. Auflage), Breklum 1980, ISBN 3-7793-1116-X.
- Insel unter weitem Himmel, Amrum. Breklum 1981, ISBN 3-7793-1120-8.
- Inseln der Seefahrer. Sylt, Föhr, Amrum und die Halligen. Hamburg 1982, ISBN 3-922117-39-2.
- Insel im Wattenmeer: Pellworm. Die Welt der Inseln und Halligen. Breklum 1982 (3., durchgesehene Auflage unter dem Titel Pellworm. Insel im Wattenmeer. Die Welt der Inseln und Halligen, Breklum 1993, ISBN 3-7793-1121-6)
- Die Vogelwelt der Insel Amrum. Mit einem Abriss der Amrumer Säugetier- und Amphibienwelt. Hamburg 1983, ISBN 3-87118-595-7.
- Strand und Küste – Wattenmeer. Tiere und Pflanzen an Nord- und Ostsee nach Farbfotos bestimmen. BLV-Naturführer Nr. 134, München, Wien und Zürich 1984 (7., durchgesehene Auflage unter dem Titel Strand und Wattenmeer. Tiere und Pflanzen an Nord- und Ostsee. Ein Biotopführer. BLV-Naturführer, München, Wien und Zürich ca. 1998, ISBN 3-405-15108-2)
- Im Hafen der Ewigkeit: Die alten Grabsteine auf dem Amrumer Friedhof (= Nordfriisk Instituut, Nr. 75), 3. überarbeitete Auflage, Quedens, [Wittdün], Amrun 2009, ISBN 3-924422-00-1, OCLC 743094405
- Nordsee – Mordsee. Die Welt der Inseln und Halligen, Breklum 1984 [2. Auflage] (6. Auflage, Breklum 1994, ISBN 3-7793-1117-8)
- Wattenmeer, Landschaft im Licht (= Die weiße Reihe), Hamburg 1986 (2. Auflage, Hamburg 1988, ISBN 3-922294-98-7)
- als Herausgeber: Tagebücher aus dem alten Amrum. Wittdün 1986, ISBN 3-924422-04-4.
- Die Amrumer Feuerwehr. Wittdün 1987, ISBN 3-924422-12-5.
- Das Friesenhaus. Die weiße Reihe, Hamburg 1988 (2., veränderte Auflage, Hamburg 1995, ISBN 3-89234-603-8)
- Die Halligen. Inseln unter Wind und Wolken. Die weiße Reihe, Hamburg 1988, ISBN 3-89234-072-2.
- Nationalpark Wattenmeer. Die Welt der Inseln und Halligen, Breklum 1988 (2. Auflage, Breklum 2000, ISBN 3-7793-1129-1)
- zusammen mit Kai Quedens: Gemalte Insel Amrum. Norddorf 1989, ISBN 3-924422-19-2.
- Vögel über Watt und Meer. Die weiße Reihe, Hamburg 1990, ISBN 3-89234-153-2.
- Inseln & Meer. Eine Bildreise. Hamburg 1990, ISBN 3-89234-152-4; Sonderausgabe Hamburg 2001, ISBN 3-89234-988-6.
- Das Seebad Amrum. Amrum 1990 (veränderte Neuauflage unter dem Titel Das Seebad Amrum. „… und befürchten den Verderb der guten hiesigen Sitten …“. Amrum 2006, ISBN 978-3-924422-79-0 oder ISBN 3-924422-79-6)
- mit Hans Hingst, Gerhard Stück und Ommo Wilts: Amrum. Landschaft, Geschichte, Natur. Amrum 1991, ISBN 3-924422-24-9.
- Schulen und Lehrer auf Amrum, Amrum ca. 1993, ISBN 3-924422-31-1.
- Das Wattenmeer. Eine Bildreise. Hamburg 1994 (Neuausgabe, Hamburg 2002, ISBN 3-8319-0025-6)
- Orkanfluten. Eine Bildreise. Hamburg 1995, ISBN 3-89234-601-1.
- Kirche und Friedhöfe auf Amrum. Kirchengeschichte der St.-Clemens-Kirche. Breklum 1997, ISBN 3-7793-1134-8.
- zusammen mit Jens Quedens: 100 Jahre Foto-Quedens. 1898–1998. Amrum 1998, ISBN 3-924422-57-5.
- Amrum. Insel der Strandungsfälle. Amrum 1999 (2., erweiterte Auflage unter dem Titel Schiff auf Strand! Amrumer Strandungsfälle. Amrum 2002, ISBN 3-924422-69-9)
- Kleines Lexikon Sylt. Von Abessinien bis Zugvögel. Ellert & Richter, Hamburg 2000, ISBN 3-932844-41-6.
- Amrumer Seezeichen. Leuchtfeuer, Bojen und Baken. Amrum 2000, ISBN 3-924422-64-8.
- Wi fohrn, wenn ick mien Punsch ut heff – Geschichte und Geschichten der Amrumer Inselbahn, Amrum 2001, ISBN 3-924422-66-4.
- Nordstrand, Pellworm und die Halligen. Ellert & Richter, Hamburg 2002, ISBN 3-8319-0029-9.
- „Fall överall!“ Amrumer Grönlandfahrt auf Walfang und Robbenschlag. Amrum 2002, ISBN 3-924422-67-2.
- Amrum. Die Geliebte des Blanken Hans. Amrum ca. 2004, ISBN 3-924422-75-3.
- Natur erleben an Nordsee und Ostsee. Was man alles am Strand finden und beobachten kann. München 2005, ISBN 3-405-16766-3.
- Unter hohem Himmel. Inseln und Halligen. Ellert & Richter, Hamburg 2006, ISBN 3-8319-0239-9.
- Amrum 2005. Jahres-Chronik einer Insel. Wittdün 2006, ISBN 978-3-924422-81-3 oder ISBN 3-924422-81-8.
- Amrum 2006. Jahres-Chronik einer Insel. Wittdün 2007, ISBN 978-3-924422-82-0 oder ISBN 3-924422-82-6 (insgesamt 30 Bände von 1983 bis 2012)
- Weltnaturerbe Wattenmeer. Ellert & Richter, Hamburg 2009, ISBN 978-3-8319-0386-3.
- Nordsee Mordsee. Ellert & Richter, Hamburg 2010, ISBN 978-3-8319-0378-8.
- Natur entdecken an der Nordsee: am Strand und im Watt. blv, München 2010, ISBN 978-3-8354-0646-9.
- Nordfriesische Inseln und Halligen. Ellert & Richter, Hamburg 2011, ISBN 978-3-8319-0434-1 (Text)
- Was man über Friesenhäuser wissen sollte. Ellert & Richter, Hamburg 2011, ISBN 978-3-8319-0435-8.
- Was man über Föhr wissen sollte. Ellert & Richter, Hamburg 2012, ISBN 978-3-8319-0470-9.

## Filmdokumentation
- Amrumer Brut. Dokumentation über Georg Quedens von Ulrich Blömker, Ines Müller und Lukas Pietzner. Deutschland 1999, 45 Minuten.